# 馬卡火山

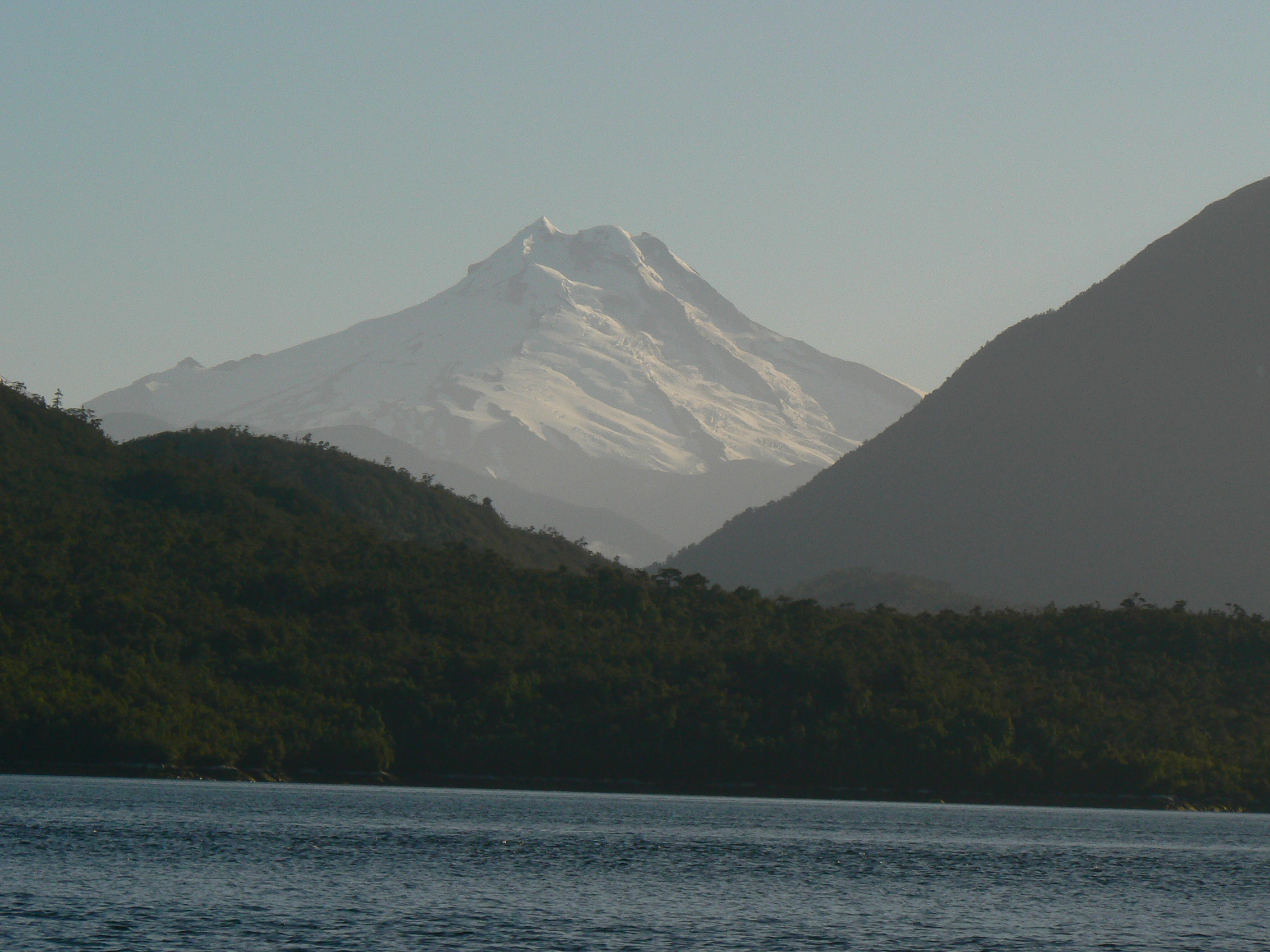

馬卡火山是智利的火山，位於該國南部，屬於安第斯山脈的一部分，由伊瓦涅斯將軍艾森大區負責管轄，海拔高度2,300米，最近一次火山噴發在公元410年左右發生。

## 外部連結
- "Monte Maca, Chile" on Peakbagger （页面存档备份，存于）